# Bayerische Vereinsbank
La Bayerischen Vereinsbank AG, est une ancienne banque allemande. Elle fusionne en 1998 avec la Bayerische Hypotheken- und Wechsel-Bank pour donner la Bayerischen Hypo- und Vereinsbank AG.

## Histoire

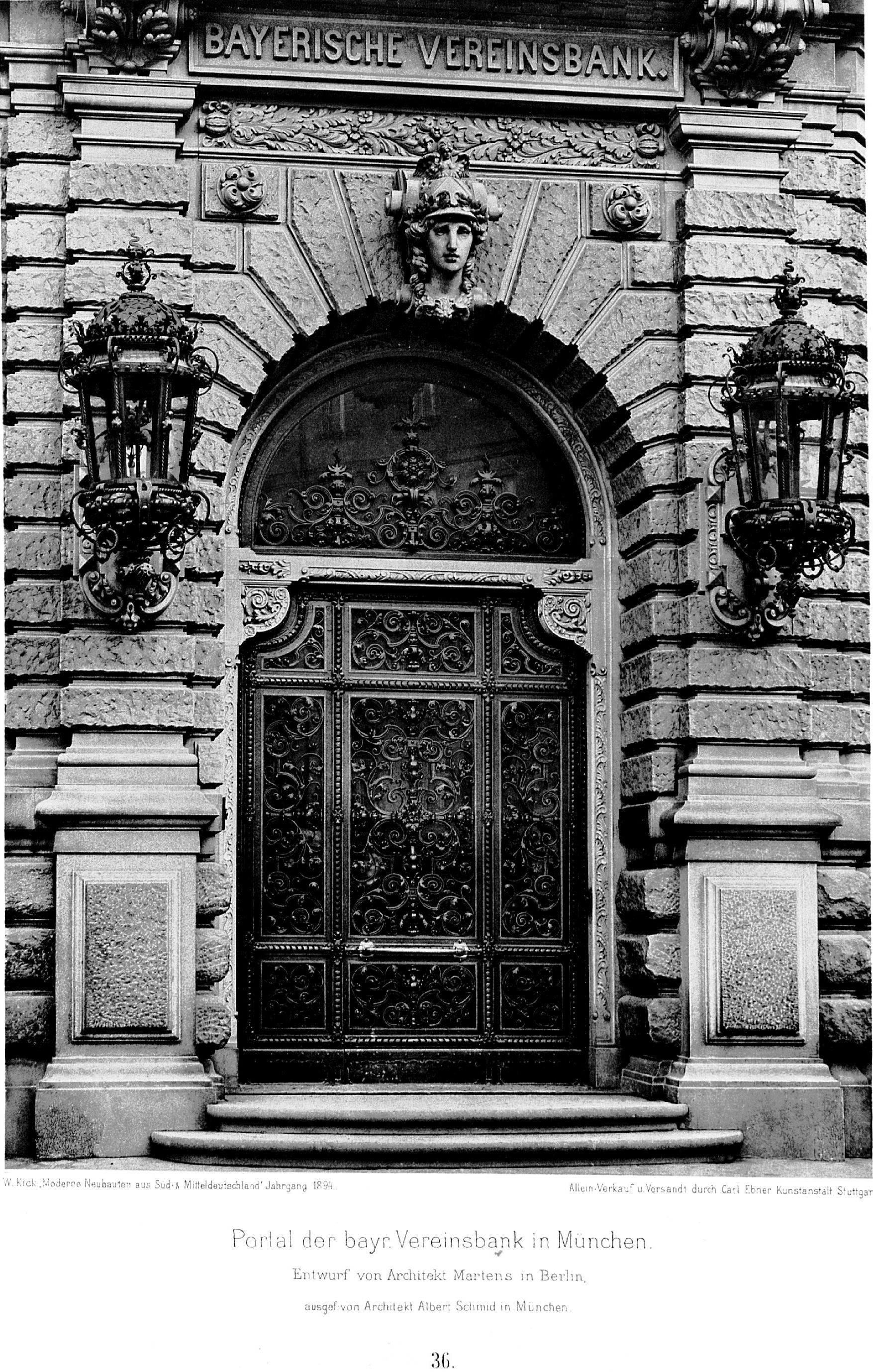

Bayerische Vereinsbank AG trouve ses origines en 1869, lorsque le roi Louis II de Bavière a accordé une licence à un consortium de banquiers privés pour fonder une banque commerciale basée à Munich qui répondrait aux besoins de l'économie bavaroise en pleine croissance. Karl von Eichthal, banquier de la Cour royale de Bavière, membre du Zollparlament, fut le cofondateur de la Bayerische Vereinsbank. Louis II est mieux connu en tant que mécène du compositeur Richard Wagner et en tant que souverain excentrique qui a parsemé le paysage bavarois d'une série de châteaux ressemblant à des contes de fées. La banque n'était donc pas son héritage le plus coloré, mais elle s'est avérée durable.
En 1869, les licences commerciales et les adhésions obligatoires aux guildes ont été supprimées en Allemagne, ouvrant de nouvelles opportunités entrepreneuriales, et la mission initiale de la Bayerische Vereinsbank était d'encourager l'expansion économique. En 1870, elle prêta de l'argent au chemin de fer bavarois et, en 1871, elle obtint le droit de fonctionner comme une banque hypothécaire, émettant des prêts immobiliers et des obligations hypothécaires. Ce dernier développement a transformé la Bayerische Vereinsbank en une institution remarquablement. La rivalité entre ces deux banques bavaroises s'est intensifiée en 1899 lorsque la loi sur les banques hypothécaires a interdit la création de banques offrant à la fois des hypothèques et des prêts commerciaux.

### Joueur de deuxième rang dans la première moitié duXXesiècle
En effet, la banque est restée une institution relativement petite au XXe siècle. Bien qu'elle ait eu 15 succursales au début de la Première Guerre mondiale, la taille du réseau de succursales d'une banque n'était pas la seule mesure de son importance. Si les Grossbanken, comme la Deutsche Bank et la Dresdner Bank, occupaient le premier niveau du secteur bancaire allemand, la Bayerische Vereinsbank se classait au milieu du deuxième niveau, avec d'autres grandes banques provinciales telles que Hypo-Bank et Barmer Bank. La finance allemande évoluait vers une centralisation toujours plus grande depuis que la nation était unie sous Bismarck, les Grossbanken exerçant un pouvoir considérable depuis leurs bases à Berlin. Cette tendance s'est poursuivie au cours des crises économiques qui ont caractérisé les années qui ont suivi la défaite de l'Allemagne en 1918, car les banques en difficulté ont découvert que cette taille déterminait souvent si elles survivaient ou non.
Pendant et après la guerre, les banques de second rang ont répondu à cette tendance en se rejoignant dans des accords de « communauté d'intérêts », en échangeant des représentants de leurs conseils d'administration et en opérant en accord les unes avec les autres. Ces accords ont permis aux provinciaux de repousser les prises de contrôle de Berlin et de préserver leur indépendance. Au début des années 1920, la Bayerische Vereinsbank cherche à consolider sa position en prenant une participation dans la petite banque berlinoise ES Friedman & Company et en s'alliant à la Bayerische Handelsbank AG. En 1922, elle a conclu un accord de communauté d'intérêts avec Mendelssohn & Company, une prestigieuse maison bancaire basée à Berlin et à Amsterdam. Mendelssohn a acquis une participation dans Bayerische Vereinsbank et une représentation à son conseil d'administration.
Bayerische Vereinsbank a prospéré à la fin des années 1920; son capital est passé de 21 millions de Reichsmarks en 1927 à 31,1 millions en 1930, et ses réserves sont passées de 9,3 millions de Reichsmarks à 13,8 millions. Néanmoins, il est resté un peu plus petit que son rival Hypo-Bank en 1930 et considérablement plus petit que n'importe lequel des Grossbanken.
Son manque de taille et de puissance par rapport au Grossbanken doit également être pris en compte lorsque l'on considère les années de régime national-socialiste. Pratiquement toutes les grandes banques ont aidé à financer l'effort de guerre de l'Allemagne dans une certaine mesure jusqu'à l'effondrement de l'économie allemande en 1944. Lorsque les autorités d'occupation alliées ont enquêté sur la mesure dans laquelle la communauté d'affaires allemande avait aidé les nazis, elles ont trouvé la culpabilité parmi les Grossbanken, en partie parce que leur taille et l'influence ont rendu leur innocence complète inconcevable, mais l'enquête n'a pas indiqué que l'une des banques de second rang était soupçonnée de crimes de guerre. En conséquence, en 1947, les autorités d'occupation ont décrété que les Grossbanken qui avaient survécu à la guerre devaient être divisées en institutions plus petites, mais les petites banques telles que la Bayerische Vereinsbank n'ont pas été punies.

### L'expansion d'après-guerre de BV
La banque est sortie de la guerre avec 52 agences. À partir de là, elle s'est engagée dans une voie d'expansion et d'internationalisation qui lui a assuré une position de premier plan parmi les banques régionales d'Allemagne de l'Ouest. Dans les années 1950, Bayerische Vereins-bank a commencé à s'étendre au-delà de sa base traditionnelle en Bavière et à internationaliser ses activités. Il l'a fait en grande partie sans ouvrir de succursales à l'étranger; il a ouvert son premier bureau de représentation à l'étranger à Beyrouth en 1958, mais l'a finalement fermé. La banque ne s'aventure à nouveau à l'étranger qu'en 1970, lorsque des bureaux sont ouverts à Tokyo et à Rio de Janeiro. Il a établi une présence aux États-Unis lorsque son bureau de New York a ouvert sur Madison Avenue en 1971; des bureaux à Chicago, Los Angeles, Cleveland et Atlanta sont apparus au cours de la décennie. Elle a également ouvert des bureaux à Téhéran (1971), Paris (1973).
Après la fin de la Seconde Guerre mondiale, le PDG de la Bayerische Vereinsbank, le baron Hans Christof Freiherr von Tucher, a publiquement suggéré que sa banque fusionne avec Hypo-Bank. Les trois Grossbanken survivantes - Deutsche Bank, Dresdner Bank et Commerzbank - s'étaient reformées en 1958, toujours aussi importantes et influentes, pour devenir les trois grandes banques commerciales d'Allemagne de l'Ouest. C'était l'idée de von Tucher de fusionner les deux plus grandes banques de Bavière en une institution qui pourrait leur faire concurrence. Rien n'est venu de sa proposition initiale, mais en 1969, Bayerische Vereinsbank et Hypo-Bank ont entamé des pourparlers de fusion. Les négociations se sont poursuivies pendant deux ans, puis ont rompu lorsque Hypo-Bank a hésité devant l'insistance du gouvernement de l'État bavarois pour que la Bayerische Staatsbank, la troisième plus grande banque de Bavière, soit incluse dans la fusion.

## Sources
- (de) Cet article est partiellement ou en totalité issu de l’article de Wikipédia en allemand intitulé « Bayerische Vereinsbank » (voir la liste des auteurs).